# Prostitution au Maroc
La prostitution au Maroc est illégale selon le code pénal marocain et criminalisée en vertu des articles 497 à 503. Ces articles condamnent également les activités qui y sont liées tel que le proxénétisme, le racolage, le détournement de mineurs ou la vie commune avec un(e) prostitué(e). Cela associé à l'article 490 qui condamne les relations sexuelles hors mariage. Elle est malgré tout pratiquée dans quelques grandes villes comme Marrakech ou Casablanca. L'ONUSIDA estime qu'il y a en 2016 environ 75 000 prostitués (femmes et hommes) en activité. Le Maroc comporte aussi une importante prostitution infantile dans les différentes régions du pays qui est pointée comme une forme de violence et d'exploitation des enfants.

## Période coloniale

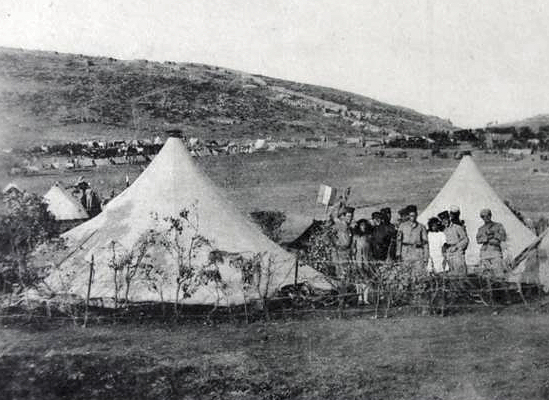
Un bordel militaire de campagne à Meknès au Maroc, dans les années 1920.

Quand le Maroc devient un protectorat français par le traité de Fès en 1912, les autorités françaises sont préoccupées par la propagation des infections sexuellement transmissibles, en particulier la syphilis, parmi les troupes stationnées dans le protectorat. Elles mettent alors en place des quartiers réservés, comme celui de Bousbir à Casablanca, et organisent la prostitution en la réglementant et en la réservant à certains secteurs,.

## Période contemporaine

### Cadre juridique
Le Code pénal marocain prévoit des peines sévères concernant la prostitution. Les peines prévues vont de deux à dix ans d’emprisonnement et les amendes de 5 000 dirhams à un million de dirhams. Ainsi l’article 490 du code indique . Cependant si une des personnes incriminées est mariée, l’article 491 s’applique en ces termes : est « punit d’une peine d’emprisonnement ferme d’un an à deux ans tout conjoint impliqué dans une affaire d’adultère » . Par ailleurs posséder ou exploiter un  l’article 501.

### Personnes prostituées
Les raisons pour lesquelles des femmes se tournent vers la prostitution sont nombreuses, entre 62 % et 73 % des femmes prostituées sont veuves ou divorcées et affrontent des situations précaires.

### Clients
La chercheuse marocaine en sociologie Sanaa El Aji indique que la sacralisation de l’hymen des femmes conduit la majorité des jeunes hommes à fréquenter les prostituées pour leurs premiers rapports sexuels. Par ailleurs le tourisme sexuel s’est développé, de nombreux pédophiles fréquentent le Maroc,.

### Exploitation sexuelle de mineurs
Une étude a été réalisée par l’UNICEF à Marrakech en 2003 sur un échantillon de 100 mineurs victimes d’exploitation sexuelle. L'analyse des données recueilli indique que ceux-ci sont pour la plupart issus de familles pauvres et d’origine urbaine. Deux tiers affirment avoir été victimes de maltraitance parentale. Près des trois quarts des enfants interrogés ont une clientèle marocaine et étrangère. 32 % des mineurs prostitués ont entre 14 et 15 ans et 7 % entre 10 et 13 ans. Les garçons commencent beaucoup plus jeunes que les filles (dès 6 ans pour quelques-uns). Près de 40 % des mineurs interrogés disent avoir été incités à se prostituer par des jeunes plus âgés à la recherche de « l’argent facile ». Environ un tiers des mineurs se prostituent pour subvenir à leurs besoins ou à ceux de leur famille. Et 13 % (24 % des filles et 7 % des garçons) ont commencé après avoir été violés.
Dans le but de combattre l'exploitation d'enfants, le Maroc a ratifié la Convention internationale relative aux droits de l’enfant et son Protocole facultatif concernant la vente d’enfants, la prostitution des enfants et la pornographie mettant en scène des enfants. En 2004, le Maroc a également aggravé la sanction encourue lorsque la victime de viol ou d'attentat à la pudeur à moins de 18 ans (la limite étant auparavant à 16 ans).
Selon le rapport 2019 de la Fondation Scelles, le Maroc est une destination pour les pédophiles Européens et Moyen-orientaux, profitant de la pauvreté et de la faiblesse des structures juridiques,.